# Porsche Team
Unter dem Namen Porsche Team firmieren mehrere Motorsport-Werkseinsätze des Automobilherstellers Porsche. 2016 war Porsche mit Werkseinsätzen in der FIA-Langstrecken-Weltmeisterschaft (WEC) und der United SportsCar Championship (USCC) im Motorsport aktiv. Hinzu kommen diverse von privaten Teams eingesetzte Kundenfahrzeuge und 20 Porsche-Markenpokale. In der Vergangenheit war Porsche auch mit Werksteams im Formelsport und im Rallyesport aktiv. In dieser Zeit erfolgten die Meldungen teilweise unter den Bezeichnungen Dr. Ing. hc. F. Porsche KG oder Porsche System Engineering.

## Anfänge im Motorsport

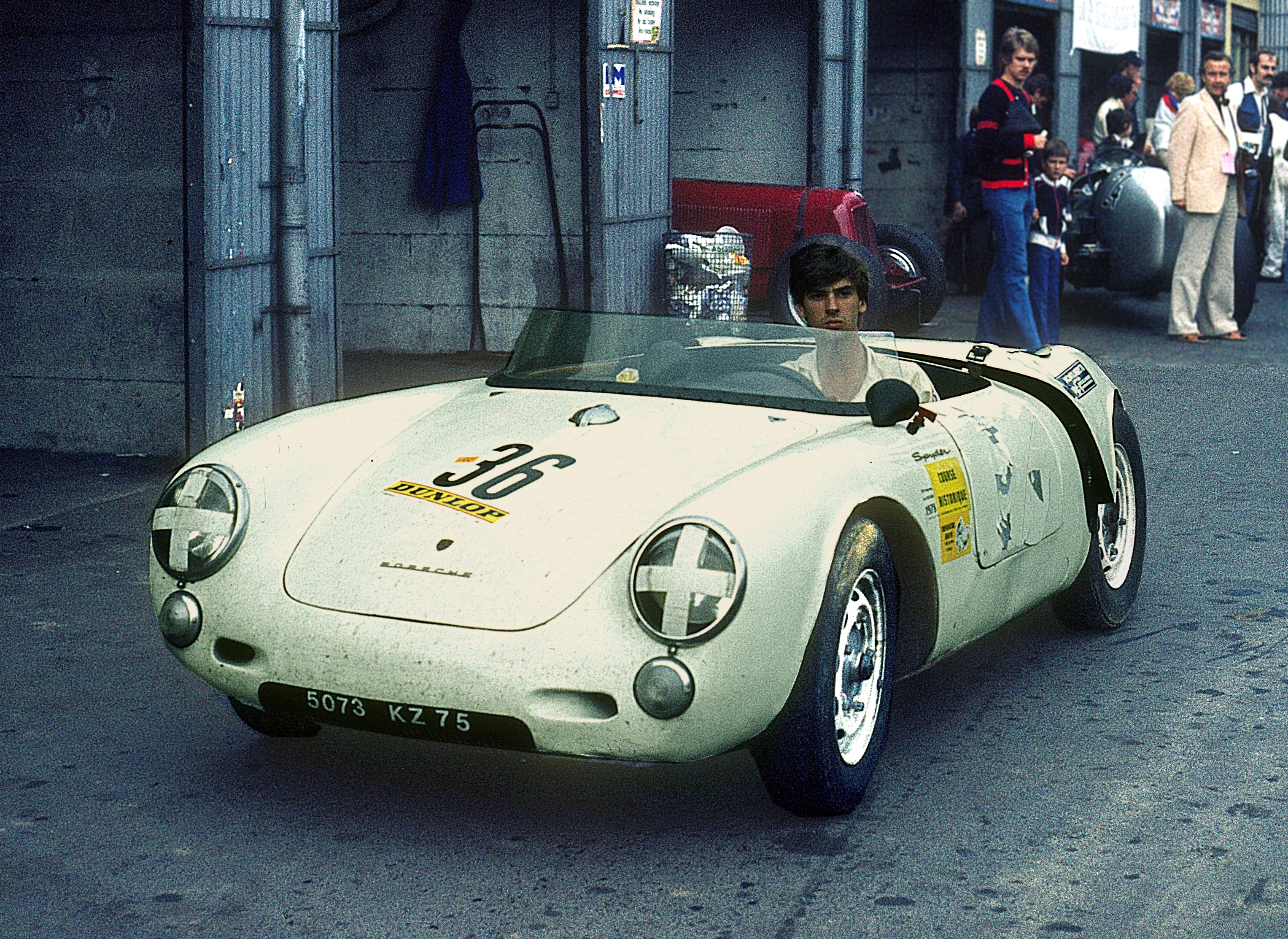
Porsche 550 A, Baujahr 1957, im Fahrerlager des Nürburgrings beim Oldtimer-Grand-Prix 1978

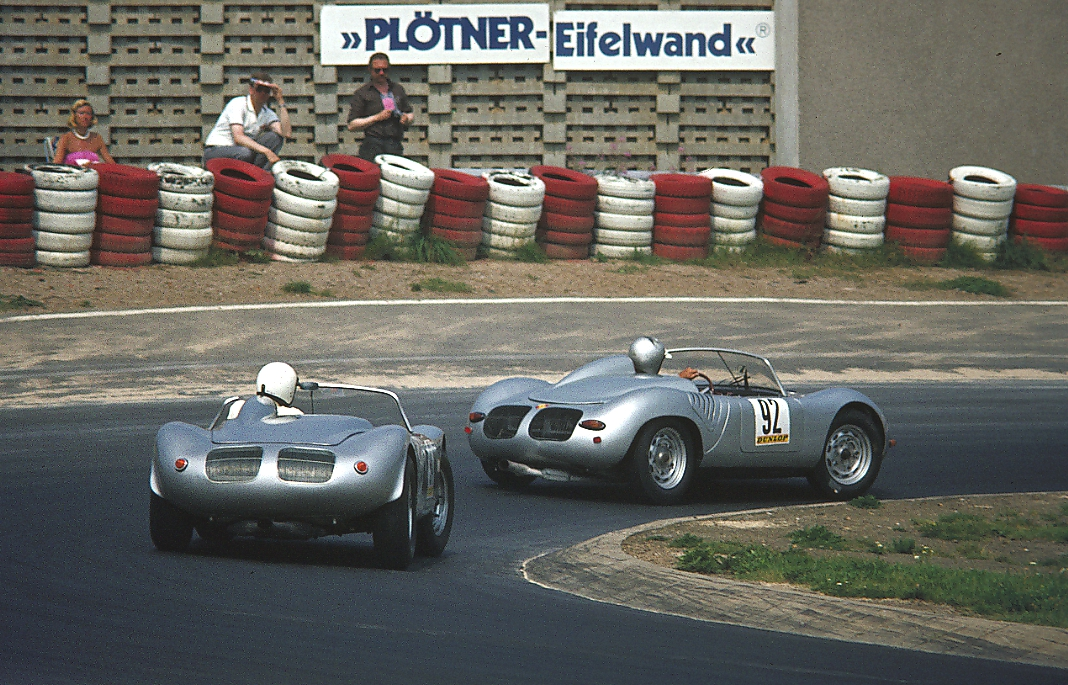
Nr. 92: Porsche RSK 1500, Baujahr 1958, beim Oldtimer-Grand-Prix 1981 auf dem Nürburgring

Erster Werkseinsatz von Porsche im Motorsport war 1951 beim 24-Stunden-Rennen von Le Mans, nachdem Privatfahrer wie Walter Glöckler, Otto Mathé, Rudolph Sauerwein und Heinrich Graf von der Mühle-Eckart die Marke in den vorausgegangenen drei Jahren bereits bekannt gemacht hatten. In Le Mans trat Porsche mit zwei Coupés vom Typ 356/4 an, der vorher in Montlhéry erprobt worden war und dort einen Rundendurchschnitt von 145 km/h erreicht hatte. Zum 24-Stunden-Rennen startete nur einer dieser Wagen mit 1,1-Liter-Motor. Gefahren wurde er von dem Porsche-Importeur für Frankreich, Auguste Veuillet, und Edmond Mouche, die ihre Klasse gewannen und Platz 20 im Gesamtklassement belegten. Mit einer Leistung von 32 kW (44 PS) bei 4000/min, Aluminiumkarosserie und einem Gewicht von 640 kg sowie im Gegensatz zum Serienmodell abgedeckten Radausschnitten erreichte der Porsche eine Höchstgeschwindigkeit von 160 km/h.
Einen weiteren Erfolg erzielte die Werksmannschaft 1951 bei der Fernfahrt Lüttich–Rom–Lüttich, in der Huschke von Hanstein/Peter-Max Müller mit einem 1100er Zweiter ihrer Klasse wurden. Rennleiter Paul von Guilleaume und Graf von der Mühle fuhren in derselben Rallye ein Coupé mit 1,5-Liter-Motor und wurden Dritte im Gesamtklassement. Vom 29. September bis 2. Oktober 1951 folgten Rekordfahrten in Montlhéry mit den Fahrern Peter-Max Müller, Walter Glöckler, Huschke von Hanstein, Richard von Frankenberg und Hermann Ramelow. Sie fuhren in 72 Stunden 10.968 km bzw. einen Durchschnitt von 152,35 km/h.
1952 wiederholten Veuillet/Mouche ihren Erfolg in Le Mans und Graf Giovanni Lurani/Graf Konstantin Berckheim gewannen mit einem Porsche-Leichtmetall-Coupé die Gran-Turismo-Klasse bis 1500 cm³ der Mille Miglia. Bei der Fernfahrt Lüttich–Rom–Lüttich wurden die Werksfahrer Huschke von Hanstein – inzwischen Leiter der Abteilung „Presse, Sport und Werbung“ bei Porsche – und Peter-Max Müller nach einem Unfall Zehnte des Gesamtklassements, während die Privatfahrer Polensky/Schlüter die Rallye auf Porsche gewannen.
In den ersten beiden Jahren setzte Porsche Coupés vom Typ 356 als Werkswagen ein, während Walter Glöckner einen offenen Eigenbau auf Porsche-Basis fuhr. Die zweite Version des Glöckler-Porsche war ein Mittelmotorwagen mit 1,5-Liter-Porsche-Motor, der bis zu 62 kW (85 PS) leistete. Dieser Roadster, mit dem Walter Glöckners Vetter Helm Glöckner die Klasse Sportwagen bis 1500 cm³ beim ADAC Eifelrennen 1952 gewann, regte Porsche an, den Typ 550 zu bauen. Der 550 und ab 1956 der 550 A wurden aber nicht wie der Glöckler-Porsche nur als Roadster bzw. Spyder gefahren, wie die offenen Porsche-Rennsportwagen hießen, sondern auch mit Coupé-Aufsatz.
Gleichzeitig mit den Arbeiten am Typ 550 begann 1952 die Entwicklung des nach seinem Konstrukteur benannten Fuhrmannmotors, Typ 547, der Ende Mai 1953 erstmals im Training zum Eifelrennen auf dem Nürburgring lief und im Juni von Hans Stuck beim Schauinsland-Bergrennen gefahren wurde. Die regelmäßigen Einsätze begannen 1954 bei der Mille Miglia, in der Hans Hermann/Herbert Linge mit einem Porsche 550 Spyder trotz kleiner technischer Schwierigkeiten Platz sechs des Gesamtklassements belegten. Im Gegensatz zu den vorhergehenden Porsche-Boxermotoren mit zentraler Nockenwelle hatte der Typ 547 zwei obenliegende Nockenwellen je Zylinderbank und Doppelzündung. Motorblock, Zylinder und Zylinderkopf waren aus Leichtmetall. Mit einem Hubraum von 1498 cm³ leistete die erste Version des Motors 80 kW (110 PS) bei 7800/min. Ab 1955 gab es den Porsche 356 als „Carrera“ ebenfalls mit dem 4-Nockenwellen-Motor. Beim 1000-km-Rennen auf dem Nürburgring 1956 belegten zwei privat gemeldete Porsche Carrera bzw. 1500 GS die Plätze eins und zwei der Gran-Turismo-Klasse bis 2 Liter Hubraum. Max Nathan/Gerth Kaiser fuhren die Renndistanz von 44 Runden in 8:54:36,9 Stunden bzw. mit einem Durchschnitt von 112,6 km/h.
In den folgenden Jahren nahmen Porsche-Werksmannschaften mit dem 550 und seinen Nachfolgern wie auch mit dem Typ 356 an fast allen bedeutenden Langstreckenrennen und an den Läufen zur Europa-Bergmeisterschaft teil, die 1957 erstmals ausgetragen wurde. Im Jahr 1957 siegten am Berg Wolfgang Graf Berghe von Trips auf Porsche 550 A in Lenzerheide und am Mont Parnes sowie Edgar Barth auf Porsche RSK 1500 beim Schauinsland-Bergrennen.
Als Nachfolger des 550 erschien 1957 der Porsche 718 bzw. 1500 RSK mit zunächst auf 104 kW (142 PS) bei 7500/min gesteigerter Leistung des Motors Typ 547. Durch einen im Vergleich zum 550 leichteren Gitterrohrrahmen wog der Wagen fahrfertig etwa 530 Kilogramm. Äußerlich war der RSK insbesondere an dem rundlicheren Heck mit zwei großen, mit Gittern abgedeckten Lufteinlassöffnungen zu erkennen. Der größte Erfolg für den Porsche RSK mit 1,5-Liter-Motor war der Gesamtsieg von Edgar Barth/Wolfgang Seidel bei der Targa Florio 1959 vor drei weiteren Porsche. Beim 1000-km-Rennen am Nürburgring wurden Umberto Maglioli/Hans Herrmann mit einem 1,6-Liter-RSK Vierte der Gesamtwertung und Sieger der Sportwagenklasse bis 2 Liter Hubraum. Sie fuhren die Distanz von 1003,640 km in 7:40:57,00 Stunden. Ein Erfolg in Le Mans blieb 1959 jedoch aus. Nachdem Porsche sich für neue Nockenwellen entschieden hatte, beendeten alle drei Werkswagen sowie zwei privat gemeldete RSK und ein 550 das 24-Stunden-Rennen vorzeitig. 1958 hatten Hans Herrmann/Jean Behra und Edgar Barth/Paul Frère auf Porsche RSK in Le Mans die Plätze drei und vier im Gesamtklassement belegt.

## Sportwagen und GT

### Rennwagen-Klasse GT
Bis 1999 existierten im GT-Rennsport (FIA-GT-Meisterschaft) folgende Klassen: Die GT1-Klasse bestand aus hochkarätigen Rennwagen, von denen mindestens 25 straßenzulassungsfähige Exemplare gebaut werden mussten. Vertreten waren neben dem Porsche 911 GT1 auch Mercedes CLK GTR/LM, der McLaren F1 GTR mit BMW-V12-Motor und die exotischen Frontmotor-GT1 von Marcos und Panoz. Nach den überragenden Erfolgen von Mercedes in den Jahren 1997 und 1998, denen Porsche nichts entgegensetzen konnte (abgesehen vom glücklichen Doppelsieg beim 24-Stunden-Rennen von Le Mans 1998), zogen sich die Gegner zurück, worauf die GT1-Klasse ab 1999 komplett eingestellt wurde und die FIA-Weltmeisterschaft nur ehemaligen GT2-Fahrzeugen als GT und einer neuen leistungsschwächeren Fahrzeugkategorie N-GT ausgefahren wurde.
In der GT2- und späteren GT-Klasse dominierte lange der luftgekühlte Porsche 993 GT2 Turbo, bis das französische Team von ORECA mit der Chrysler Viper GTS-R teilnahm. Dieses Auto hat einen mächtigen Achtliter-V10-Frontmotor, dem die durch Luftmengenbegrenzer zu stark beschränkten Turbo-Porsche wenig entgegenzusetzen hatten. Porsche überließ diese Klasse kampflos der Konkurrenz und entwickelte keinen neuen flüssigkeitsgekühlten Rennwagen für die GT2-Klasse, obwohl ein vom Turbo abgeleitetes Serienmodell später so genannt wurde.
Stattdessen verlegte man sich auf die neue seriennahe Klasse N-GT, wo Kundenteams mit gut 400 PS starken Saugmotor-Autos auf Basis des Porsche 996 GT3 jahrelang fast ohne fremde Konkurrenz-Marken untereinander kämpften. In den Vereinigten Staaten trat im Rahmen der American Le Mans Series (ALMS) BMW mit einem M3-GTR an, der allerdings aus Leistungsmangel anstatt des serienmäßigen Reihensechszylinders im Jahr 2001 einen V8-Motor mit vier Litern Hubraum implantiert bekam. Da BMW das zugehörige „Serienmodell“ nur in sehr wenigen Exemplaren vorweisen konnte, wurden entsprechende Auflagen erteilt, worauf die V8-BMW nicht mehr in der ALMS starteten und erst 2003 bis 2005 auf dem Nürburgring wieder zum Einsatz kamen. In jüngerer Zeit schickte Ferrari mit dem 360 und 430 einen würdigen Gegner in die von Porsche lange Zeit dominierte Klasse, die zwischenzeitlich von N-GT in GT2 umbenannt wurde. Porsche selbst folgte dem 2005 eingeführten neuen Namensschema der FIA nicht und veräußerte die GT2-Rennversion des 911 weiterhin als Porsche 911 GT3 RSR.
Zusätzlich führte die FIA 2006 mit der GT3 eine Klasse unterhalb der GT2 ein, die auf Markenpokalfahrzeuge von unterschiedlichen Herstellern abzielte. Um unterschiedliche Konzepte anzupassen, wird zu Beginn jedes Jahres bei der sogenannten Balance of Performance-Einstufung der Porsche 911 GT3 Cup als Referenzfahrzeug herangezogen, danach können die Fahrzeuge von interessierten Privatteams in diversen nationalen Meisterschaften eingesetzt werden. Obwohl Porsche mit ihrem Markenpokalfahrzeug Cup bereits ein Fahrzeug für die GT3 besaß, entwickelte die Motorsportabteilung für die Saison 2008 eine speziell auf das Reglement zugeschnittene Version unter dem Namen Cup S. 2010 folgte die Überarbeitung auf Basis des aktuellen Straßenmodels unter der Bezeichnung 997 GT3 R. Anders als beim Vorgängermodell 996 war nun der weiterhin angebotene RSR keine Evolutionsstufe des GT3 R, sondern eine eigenständige Modell-Linie für das GT2-Reglement.

### FIA-Langstrecken-Weltmeisterschaft (LMGTE, seit 2012)
Seit Einführung der FIA-Langstrecken-Weltmeisterschaft 2012 ist Porsche werksseitig in der LMGTE-Klasse vertreten. 2012 führte Team Felbermayr-Proton den Einsatz eines Porsche 911 GT3 RSR durch. Seit 2013 übernimmt Manthey-Racing den Werkseinsatz. Ende 2013 wurde Manthey zu 51 % von Porsche übernommen.

### FIA-Langstrecken-Weltmeisterschaft (LMP1, 2014–2017)
2013 beschloss Porsche, ab 2014 in der seit 2012 bestehenden FIA-Langstrecken-Weltmeisterschaft mit einem werksseitigen LMP1-Programm einzusteigen. Die Nennung erfolgte unter dem Namen Porsche Team. In der ersten Saison wurden zwei Porsche 919 Hybrid eingesetzt. Das erste Fahrertrio bildeten Romain Dumas, Neel Jani und Marc Lieb, das zweite Fahrertrio bestand aus Timo Bernhard, Brendon Hartley und Mark Webber. Beim Saisonabschluss, dem 6-Stunden-Rennen von São Paulo, erzielten Dumas, Jani und Lieb den ersten Sieg. In der Herstellerwertung wurde Porsche hinter Toyota und Audi Dritter.
Für die FIA-Langstrecken-Weltmeisterschaft 2015 blieben die Fahrertrios unverändert. Zudem setzte Porsche einen dritten Porsche 919 Hybrid bei zwei Rennen – unter anderem dem 24-Stunden-Rennen von Le Mans – ein. Für dieses Fahrzeug wurden Earl Bamber, Nico Hülkenberg und Nick Tandy verpflichtet. Die drei Fahrer schafften es, auf Anhieb das 24-Stunden-Rennen von Le Mans zu gewinnen. Es war für alle drei Fahrer der erste LMP1-Einsatz in Le Mans und nur Tandy hatte bereits zuvor an dem Rennen teilgenommen. Es war Porsches 17. Gesamtsieg beim 24-Stunden-Rennen von Le Mans und der erste seit 1998. Der Sieg gelang auf dem Tag genau nach Porsches erstem Le-Mans-Sieg vor 45 Jahren. Bei den folgenden zwei Rennen auf dem Nürburgring und in Austin folgten zwei weitere Siege von Bernhard, Hartley und Webber.
Das Porsche-LMP1-Programm war bis 2018 bestätigt. Dennoch entschied Porsche im Juli 2017, zum Jahresende das LMP1-Projekt einzustellen.

### United SportsCar Championship (GT Le Mans, seit 2014)
Zur Einführung der nordamerikanischen Rennserie United SportsCar Championship im Jahr 2014, stellte Porsche erstmals ein Sportwagen-Werksteam in den Vereinigten Staaten auf. Wie in der FIA-Langstrecken-Weltmeisterschaft kommt der Porsche 911 RSR zum Einsatz. Die Renneinsätze in der Klasse GT Le Mans, die unter dem Namen Porsche North America firmieren, werden vom US-amerikanischen Rennstall CORE Autosport durchgeführt.

## Formelsport
Obschon sich das Motorsport-Engagement von Porsche in den letzten Jahrzehnten im Wesentlichen auf Sportwagenrennen konzentriert, war Porsche zu verschiedenen Zeiten auch als Chassis- und Motorenlieferant im Formelsport aktiv, darunter in der Formel 2 und der Formel 1, teilweise auch mit einem eigenen Werksteam. Am erfolgreichsten war die Verbindung mit dem britischen Formel-1-Team McLaren, mit dem Porsche als Motorenlieferant drei Fahrerweltmeisterschaften gewann.

### Formel 2

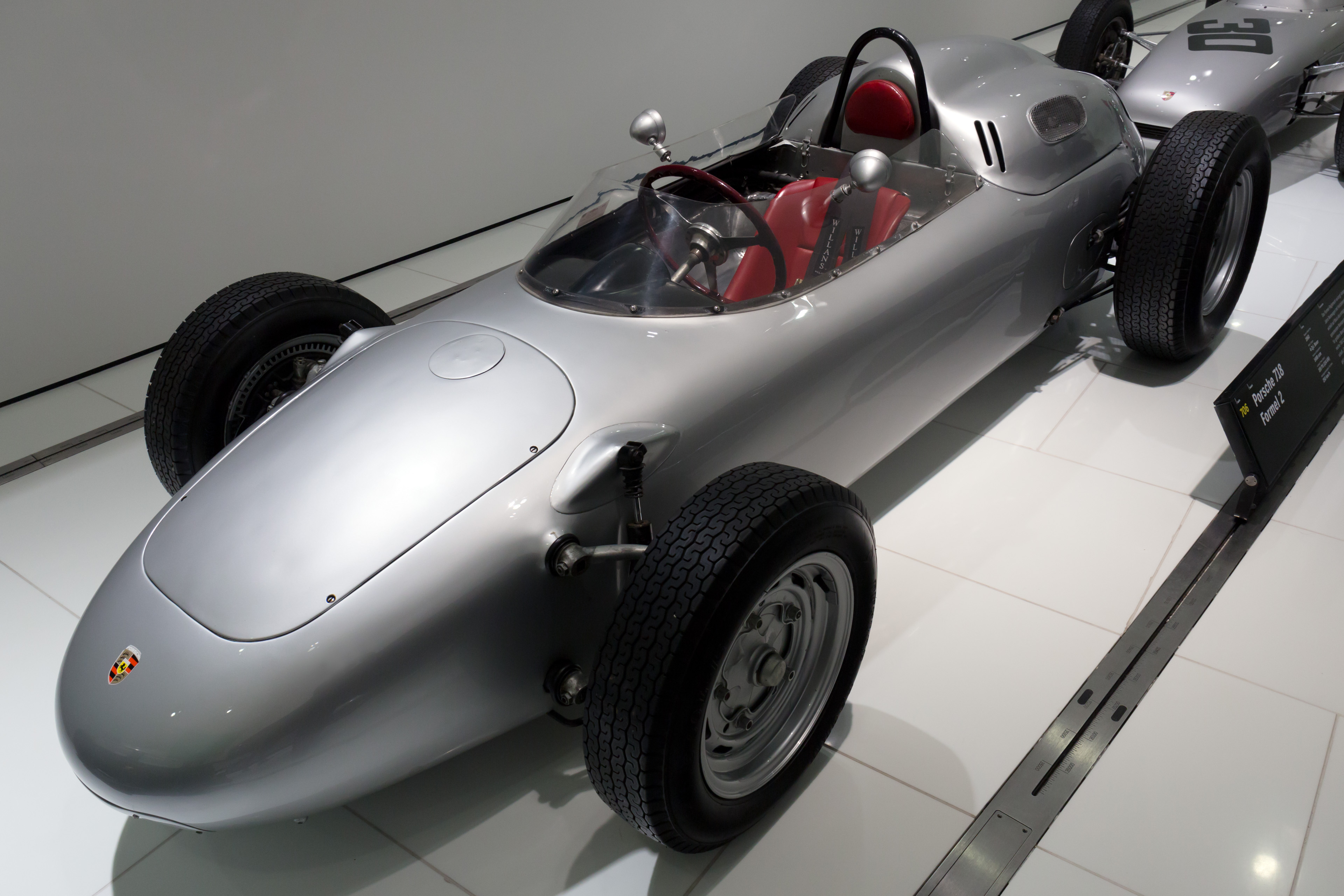
Formel-2-Porsche 718 (1960)

Nachdem die Formel 2 Mitte der 1950er-Jahre eine Schwächephase erlebt hatte, in der teilweise nur wenige Rennen pro Jahr durchgeführt wurden, kam es ab 1957 zu einem Wiedererstarken der Klasse. 1957 fanden erstmals seit Langem wieder einzelne Rennen außerhalb von Großbritannien statt, und von 1958 bis 1960 gab es zahlreiche Veranstaltungen auf dem europäischen Kontinent, vereinzelt sogar in Nordafrika.
1958 trat Porsche erstmals werksseitig bei einem Formel-2-Rennen an. Das Team setzte den 718 ein, der aus dem Rennsportwagen Porsche 550 hervorgegangen war. Ab 1958 wurde dieser Fahrzeugtyp für Formel-2-Rennen zum Mittellenker umgebaut und kam schließlich 1960 als offener Monoposto zum Renneinsatz.
Beim Großen Preis von Berlin 1958 auf der AVUS setzte Porsche je einen 718 RSK mit Jean Behra, Masten Gregory und Edgar Barth ein. Behra gewann das Rennen mit knappem Vorsprung auf Joakim Bonnier (Borgward). Im Winter 1958/59 baute Porsche den Monoposto 718/2, der auf dem Nürburgring getestet und beim Großen Preis von Monaco von Wolfgang Graf Berghe von Trips erstmals gefahren wurde. Auf dem Nürburgring erzielte von Trips eine Rundenzeit von 9:29 Minuten; in Monaco fiel er in der zweiten Runde aus, nachdem er gegen eine Mauer geraten war. Der Monoposto sollte auch beim Großen Preis von Deutschland 1959 auf der AVUS starten. Wegen des tödlichen Unfalls von Jean Behra am Vortag des Rennens zog Porsche seine Wagen jedoch zurück.
1960 war das zunächst letzte Jahr der Formel 2. Bei zahlreichen Rennen setzte das britische Rob Walker Racing Team wiederholt einen Porsche 718 mit Stirling Moss ein, der zweimal siegte. Daneben erschien unregelmäßig das Porsche-Werksteam. Bei den deutschen Rennen auf der Solitude und auf der Südschleife des Nürburgrings war das Werksteam mit drei bzw. vier Autos vertreten. Auf der Solitude belegten die Porsche-Fahrer Bonnier, Hans Herrmann, Graham Hill und Dan Gurney die Plätze zwei bis fünf hinter Ferrari-Pilot Wolfgang Graf Berghe von Trips, auf dem Nürburgring gewann Bonnier, der auch zwei Monate später beim Gran Premio di Modena als Sieger ins Ziel kam. In der Jahreswertung lag Porsche allerdings hinter Cooper.
Ab 1961 wurde für die Formel 1 ein Reglement eingeführt, das dem der bisherigen Formel 2 nachgebildet war. Die Formel 2 war damit beendet; bis Ende 1964 gab es keine Formel-2-Rennen mehr. Für Porsche ergab sich daraus als „unvermeidlicher Schritt“ der Wechsel in die Formel 1.

### Formel 1

#### Engagement als Konstrukteur (1961–1964)

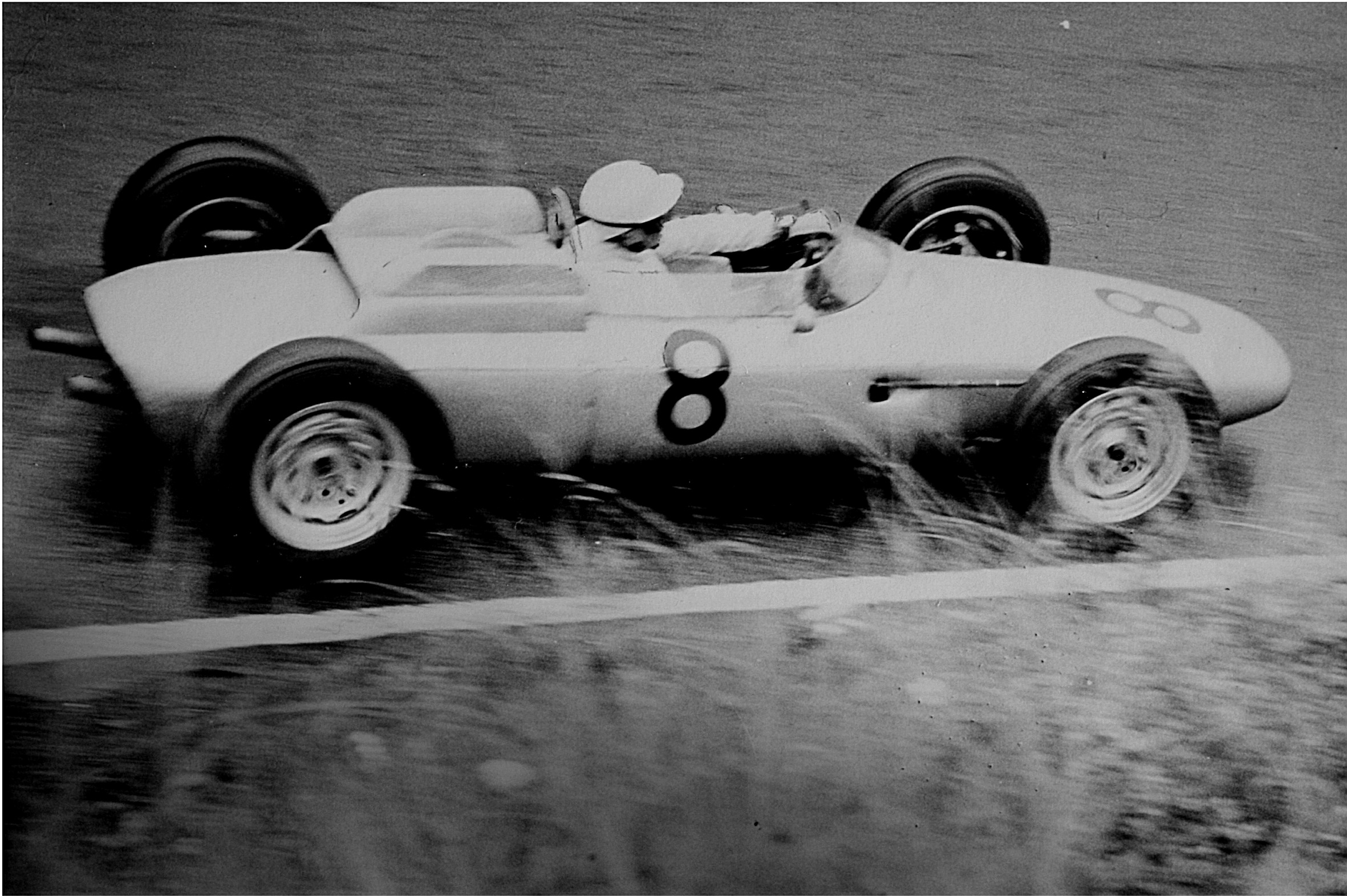
Joakim Bonnier im Porsche 804 beim Großen Preis von Deutschland 1962 auf dem Nürburgring

Der Porsche 718 konnte in der Saison 1961 auch in der Formel 1 eingesetzt werden, nachdem die Motoren aus Sicherheitsgründen auf 1,5 Liter Hubraum begrenzt wurden und somit nun vormalige Formel-2-Fahrzeuge in dieser Klasse antreten durften. Das Fahrzeug erwies sich zwar als zu schwach motorisiert, dennoch erreichten Bonnier und Gurney regelmäßig die Punkteränge. In Frankreich, Italien und den USA erreichte Porsche aufgrund der hohen Ausfallquoten der Konkurrenz in diesen Rennen sogar zweite Plätze. Als Weiterentwicklung kam inzwischen der Porsche 787 zum Einsatz, ohne aber Platzierungen in den Punkterängen zu erzielen. Porsche schloss das Jahr auf dem dritten Platz der Konstrukteurs-Wertung hinter Ferrari und BRM ab.
In der Saison 1962 trat Porsche mit dem 804 an, der eigens auf den neu entwickelten Achtzylindermotor vom Typ 753 zugeschnitten war. Zusätzlich trat Carel Godin de Beaufort als Privatfahrer weiterhin mit dem 718 an. Die Ergebnisse mit dem 804 waren schwankend: Zwar siegte Gurney beim Großen Preis von Frankreich und wurde in Deutschland Dritter, ansonsten gelangen ihm und Bonnier jedoch nur zwei Platzierungen in den Punkterängen. In der Konstrukteurswertung errang Porsche daher den fünften Rang hinter BRM, Lotus, Cooper und Lola. Mit dem Ablauf der Saison zog sich Porsche werksseitig aus dem Formelsport zurück, da einerseits viele Bauteile aufwändig von Herstellern aus England angeliefert werden mussten und andererseits die Entwicklung der Formelfahrzeuge kaum auf Serienmodelle übertragbare Ergebnisse brachte. Für das vorletzte Saisonrennen, den Großen Preis der USA 1962 sollte Phil Hill für Porsche fahren und Bonnier ersetzen, der sich gesundheitlich nicht wohl fühlte. Hill war zuvor von Ferrari entlassen wurden. Es kam aber nur zu einem Trainingseinsatz des Weltmeisters, da Bonnier doch das Rennen fuhr.
In den Folgesaisons 1963 und 1964 setzte de Beaufort weiterhin den Porsche 718 ein, konnte allerdings lediglich beim Großen Preis von Belgien 1963 und Großen Preis der USA 1964 als Sechstplatzierter jeweils einen Punkt einfahren. Er verunglückte beim Training zum Großen Preis von Deutschland 1964 tödlich. Gerhard Mitter trat beim Großen Preis von Deutschland 1963 mit einem 718 von de Beaufort an und erreichte den vierten Rang.

#### Erstes Engagement als Motorenlieferant (1983–1987)

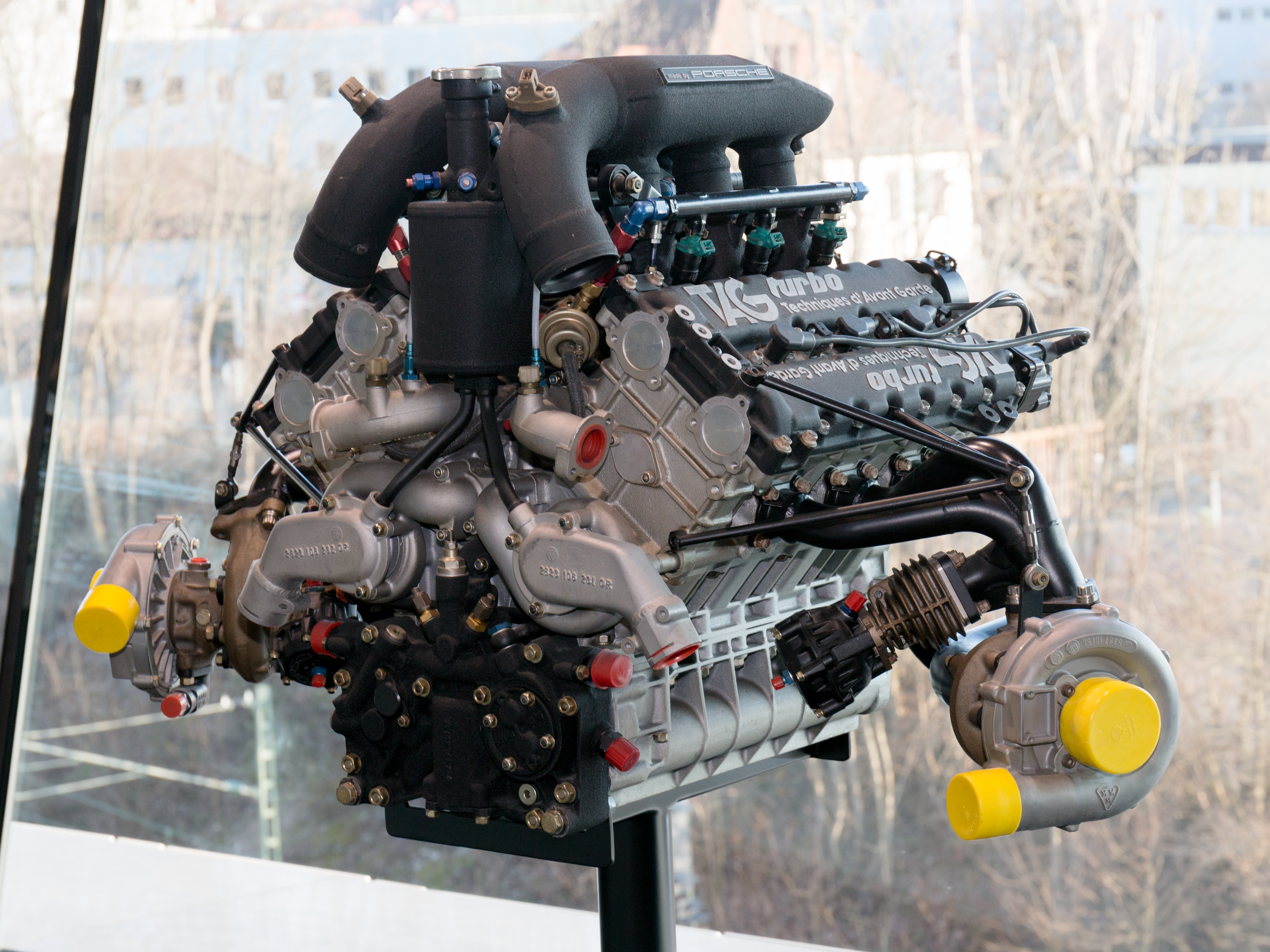
TAG-Porsche-Turbomotor (1985)

Zur Rückkehr in den Formelsport kam es erst 20 Jahre später in der Saison 1983. Porsche war Ende 1981 eine auf vier Jahre angelegte Verbindung mit dem britischen Rennstall McLaren eingegangen, das einen exklusiven Motor für die beginnende Turbo-Ära suchte. Porsche konstruierte das Triebwerk im Auftrag McLarens. Die Finanzierung übernahm der Luxemburger Konzern Techniques d’Avant Garde (TAG), der zuvor Sponsor des Konkurrenzteams Williams gewesen war und nun zum Namenssponsor des Triebwerks wurde.

##### 1983
Die Formel-1-Weltmeisterschaft 1983 bestritt McLaren noch überwiegend mit Saugmotoren von Ford. Beim Großen Preis der Niederlande fuhr Niki Lauda erstmals einen McLaren MP4/1E, der im Grunde ein für den Porsche-Motor umgebauter McLaren MP4/1C war. Sein Teamkollege John Watson erhielt beim darauf folgenden Rennen ebenfalls ein Turbo-Fahrzeug. Das Auto war allerdings nicht ausgereift. Einige Berichte sprechen von einem „hastig zusammengeschusterten Auto“. Lauda schied zwei-, Watson dreimal infolge nach technischen Defekten aus. Auch beim letzten Saisonrennen in Südafrika kam der MP4/1E nicht ins Ziel, wurde aber erstmals gewertet. Lauda wurde hier Elfter, nachdem er seinen Wagen sechs Runden vor Schluss mit einem Elektrikschaden abstellen musste. Zu diesem Zeitpunkt hatte Lauda auf dem zweiten Platz gelegen.

##### 1984

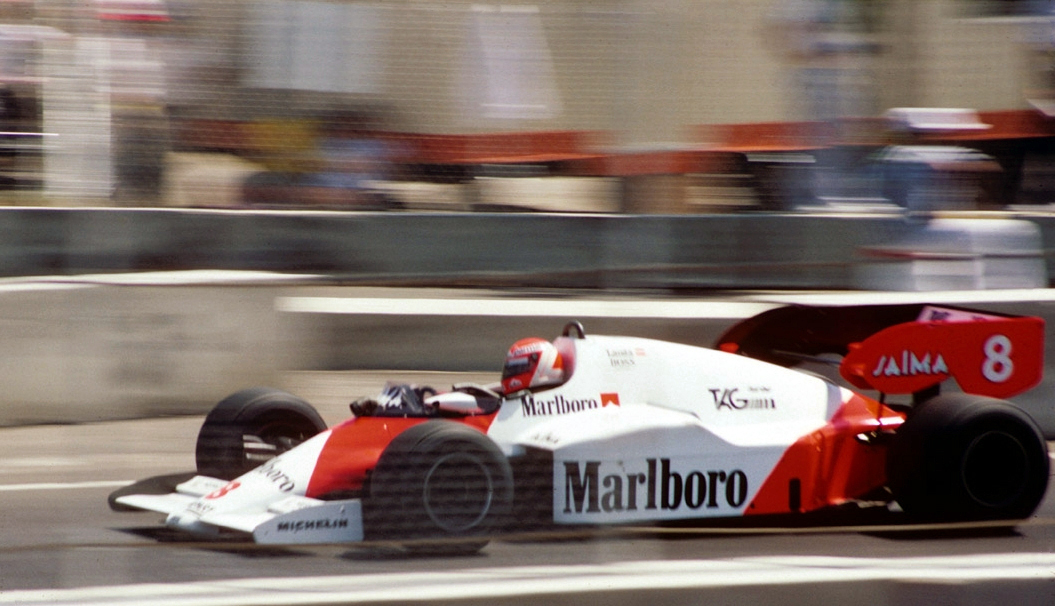
Niki Lauda beim Großen Preis der USA 1984 auf McLaren-TAG-Porsche MP4/2

Im folgenden Jahr war McLaren erfolgreicher. Lauda und Alain Prost siegten mit dem McLaren MP4/2 in zwölf der 16 Saisonrennen, wobei es dreimal zu Doppelsiegen kam, und sicherten dem Team den Sieg in der Konstrukteurs-Weltmeisterschaft, in der McLaren einen Vorsprung von 86 Punkten vor Ferrari erzielte. Innerhalb des Teams entbrannte ein harter Zweikampf um den Fahrertitel, den Lauda mit einem halben Punkt Vorsprung schließlich für sich entscheiden konnte. In der Konstrukteurswertung erzielte McLaren-Porsche 1984 insgesamt 143,5 Punkte.

##### 1985
In der Saison 1985 behielt McLaren-Porsche die Fahrerpaarung Prost und Lauda bei. Prost dominierte die Saison. Er kam im Laufe der Saison elfmal auf Podiumsplätzen ins Ziel. Prost siegte in Brasilien, Monaco, Großbritannien, Österreich und Italien und wurde zudem zweimal Zweiter und viermal Dritter. Bis zu den europäischen Sommerrennen konkurrierten Prost und der Ferrari-Pilot Michele Alboreto um die Zwischenführung in der Weltmeisterschaft. Danach fiel Alboreto durch fünf vorzeitige Ausfälle zurück. Prost sicherte sich die Fahrermeisterschaft bereits beim drittletzten Rennen, dem Großen Preis von Europa. Niki Lauda, der amtierende Weltmeister, erzielte nur 14 Punkte; er wurde Zehnter der Fahrerwertung und beendete seine aktive Motorsportkarriere zum Jahresende.

##### 1986
In der Saison 1986 konnte Prost seinen WM-Titel verteidigen. Eine Reglementänderung bezüglich des maximal zulässigen Benzinverbrauchs erforderte ab 1986 ein treibstoffsparendes Fahren. Dies erforderte eine treibstoffsparende Auslegung des Autos und ein zurückhaltendes und zugleich vorausschauendes Fahren der Piloten. Prost ging mit dieser Anforderung besser um als der für Lauda ins Team gekommene Keke Rosberg. Er siegte viermal – zweimal zu Beginn und zweimal am Ende der Saison –, wurde viermal Zweiter und dreimal Dritter. Die Entscheidung über die Weltmeisterschaft war bis zum letzten Saisonrennen in Adelaide offen. Prosts Konkurrenten waren die Williams-Piloten Nelson Piquet und Nigel Mansell, der vor dem Rennen die Fahrerwertung anführte. In der 64. Runde platzte bei einer Geschwindigkeit von 320 km/h ein Reifen an Mansells Williams; der Wagen wurde schwer beschädigt, und Mansell fiel aus. An Piquets Williams wurden daraufhin aus Sicherheitsgründen ebenfalls Reifen gewechselt. Prost wurde dadurch nach vorne gespült und gewann schließlich das Rennen und die Weltmeisterschaft mit zwei Punkten Vorsprung auf Mansell. Die Konstrukteursmeisterschaft hingegen ging mit 141 Punkten an das Williams-Team, dessen Fahrer insgesamt neun Siege erzielt hatten.

##### 1987

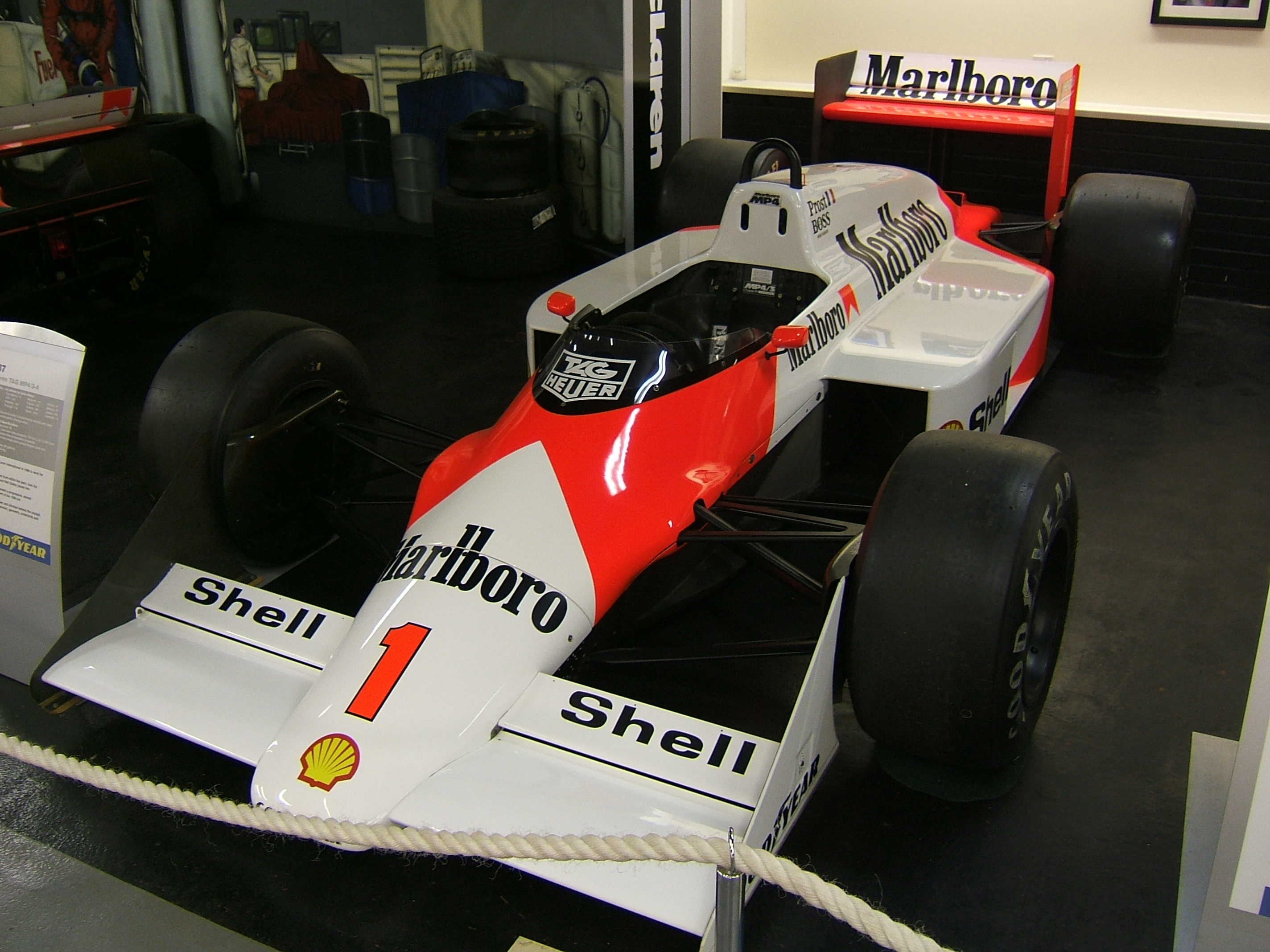
McLaren MP4/3, eingesetzt in der Formel-1-Saison 1987

Zur Saison 1987 entwickelte McLaren mit dem MP4/3 ein völlig neues Fahrzeug und präsentierte Stefan Johansson als Nachfolger von Rosberg. Das Fahrzeug war auf das neue Formel-1-Reglement der Turbo-Ära zugeschnitten, das die mitgeführte Treibstoffmenge eines Rennens auf 195 Liter begrenzte. Der Erfolg in den Rennen hielt sich allerdings im Vergleich zu den Vorjahren in Grenzen. Prost konnte drei Rennen gewinnen und vier weitere Podiumsplatzierungen erreichen, und Johansson erreichte insgesamt sieben Zielankünfte in den Punkterängen, davon drei auf dem Podest. Mit insgesamt 76 WM-Punkten musste sich das Team jedoch ein weiteres Mal deutlich Williams geschlagen geben; in der Fahrerwertung fiel Alain Prost zudem auf den vierten Rang hinter Mansell, Piquet und Lotus-Fahrer Ayrton Senna zurück.
Mit Ablauf der Saison endete auch die Zusammenarbeit von Porsche, TAG und McLaren. Hintergrund waren unterschiedliche Entwicklungen der Turbo-Ära: Die Konkurrenzteams erhöhten in den Läufen zur Qualifikation den Ladedruck der Motoren und konnten damit mehr Leistung abrufen, die Porsche-Motoren waren hierzu nicht ausgelegt. Auf diese Weise mussten die McLaren-Fahrzeuge tendenziell von schlechteren Startplätzen ins Rennen gehen. Zudem erschien eine Nachrüstung der Motoren wenig erfolgversprechend: Neben den hohen Kosten und dem Aufwand sprach die Tatsache dagegen, dass bereits 1986 entschieden wurde, den Einsatz von Turbomotoren zum Ende der Saison 1988 zu verbieten.

#### Zweites Engagement als Motorenlieferant (1991)

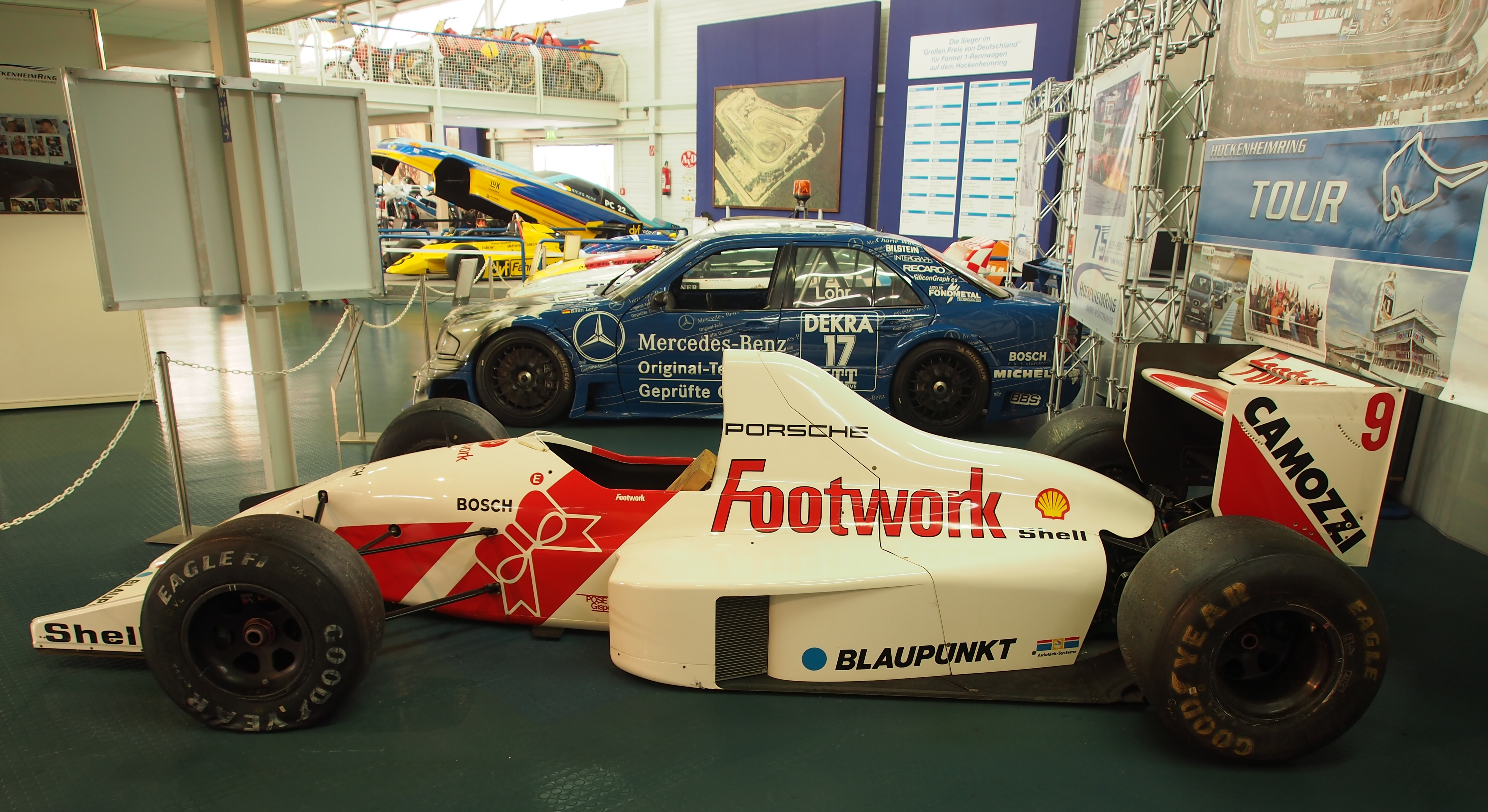
Footwork-Arrows A11C mit Porsche-Motor im Motor-Sport-Museum am Hockenheimring

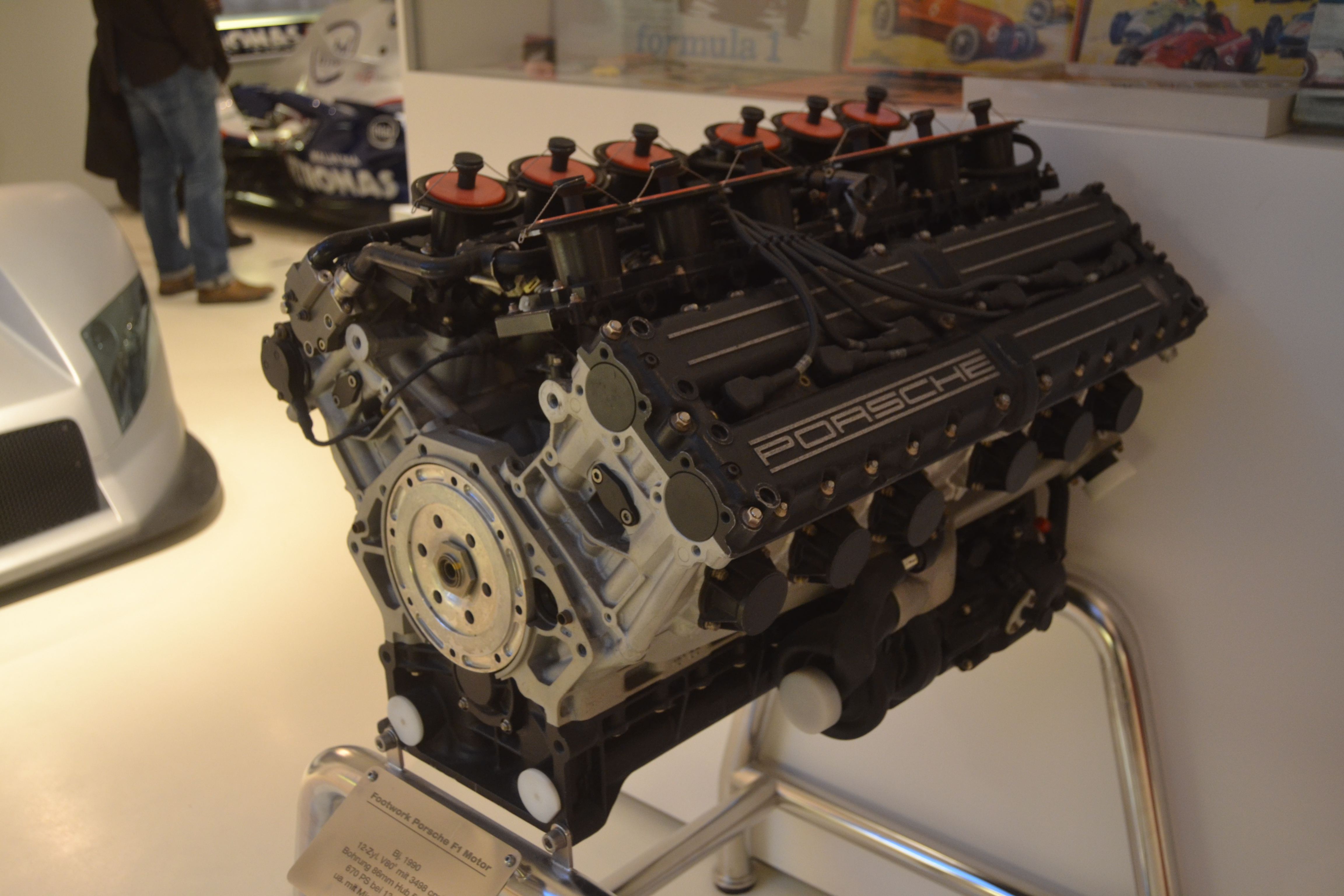
Porsche 3512 V12-Formel-1-Motor (1991)

1991 kehrte Porsche als Motorenhersteller in die Formel 1 zurück. Nachdem mit Ablauf des Jahres 1988 die sogenannte Turbo-Ära ihr Ende gefunden hatte, hatte Porsche einen 3,5 Liter großen V12-Saugmotor mit einem Bankwinkel von 80 Grad und Mittelabtrieb entwickelt. Leitender Konstrukteur des Porsche 3512 genannten Motors war erneut Hans Mezger gewesen, der bereits die TAG-Turbomotoren verantwortet hatte. Der Motor galt als lang, schwer und voluminös. Angeblich hatte Porsche bereits 1987 seinem damaligen Partner McLaren einen 12-Zylinder-Motor als Nachfolger des TAG-Turbos vorgeschlagen. Steve Nichols, der Chefdesigner, sei allerdings von der Bauform nicht überzeugt gewesen und habe geäußert, der vorgestellte Motor passe besser in einen Leyland-Bus.
Als Partner war zunächst das britische Onyx-Team im Gespräch gewesen, das 1989 in der Formel 1 debütiert und mit einem von Alan Jenkins konstruierten Rennwagen für einen neuen Wettbewerber außergewöhnliche Erfolge erzielt hatte. Nachdem allerdings die Finanzierung des Rennstalls im Winter 1989/90 nicht gesichert war und der belgische Investor Jean-Pierre Van Rossem mit kriminellen Verbindungen den Ruf des Teams beschädigt hatte, zog sich Porsche zurück. Die Wahl fiel stattdessen auf das etablierte Mittelfeldteam Arrows, das einen japanischen Investor hatte und im Hinblick darauf in Footwork umbenannt worden war. Footwork setzte Porsches Motor ab Frühjahr 1991 in den Fahrzeugen Arrows A11C und Footwork FA12 ein. Die Renneinsätze dieser Fahrzeuge verliefen allerdings enttäuschend: Mit dem in den ersten Saisonrennen eingesetzten A11C scheiterten die Fahrer Michele Alboreto und Alex Caffi teilweise schon in der Qualifikation. Auch dem A12 erging es nicht besser. Bei sieben Einsätzen gelang nur dreimal die Qualifikation, und jeder dieser Einsätze endete letztlich mit einem Ausfall. Der Porsche-Motor war dabei ein elementarer Bestandteil dieses Mangels: Er war zu groß und zu schwer und beeinträchtigte damit trotz seiner relativ hohen Leistung das Fahrverhalten drastisch. Hinzu kamen Probleme mit der Ölkühlung und dem Getriebe, die jeweils zu den Ausfällen führten. Nach dem Großen Preis von Mexiko wurde die Zusammenarbeit von Footwork und Porsche daher in gegenseitigem Einvernehmen beendet; das Team setzte die Saison anschließend mit Motoren vom Typ Cosworth DFR fort, was die Situation bis zum Saisonende allerdings nur unwesentlich besserte.

#### Pläne zur Rückkehr in die Formel 1
2010 gab es Überlegungen von Porsche zur Formel-1-Weltmeisterschaft 2013 in die Formel 1 zurückzukehren. Zu einem Einstieg in die Formel 1 kam es jedoch nicht.

### US-amerikanischer Formelsport

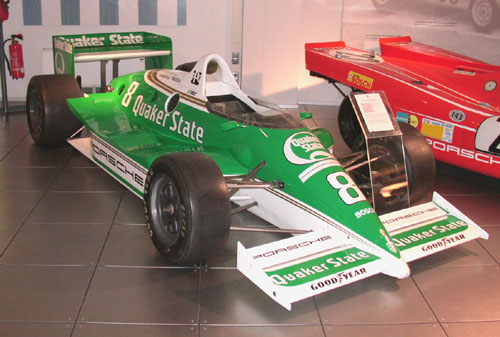
Von Porsche eingesetztes CART-Fahrzeug der Saison 1989

Mehrfach war Porsche im IndyCar-Bereich aktiv. Ein erster Versuch des Interscope-Teams, in der Saison 1980 den modifizierten Motor des Porsche 935 einzusetzen, was der Veranstalter United States Auto Club allerdings wegen der Befürchtung ablehnte, der Motor sei nicht konkurrenzfähig, scheiterte. 1987 trat Porsche dann als eigenes Team mit einem Fahrzeug und den Fahrern Al Unser und Al Holbert an. Bei zwei Renneinsätzen wurde zwar keine Zielankunft verzeichnet, allerdings nutzte Porsche die Erfahrung, um die Saison 1988 als Ganzes mit dem Fahrer Teo Fabi zu bestreiten. Hierbei kam das Chassis March 88P zum Einsatz. Das Fahrzeug wurde als Porsche 2708 CART bezeichnet, und Fabi erreichte den zehnten Platz in der Fahrermeisterschaft, wobei sein bestes Ergebnis ein vierter Platz auf dem Nazareth Speedway war. Noch besser fiel die Saison 1989 aus, erneut auf March-Chassis: Fabi siegte auf dem Mid-Ohio Sports Car Course und erreichte noch drei weitere Podestplatzierungen, womit er in der Fahrerwertung Vierter wurde.
Nach diesen ermutigenden Ergebnissen setzte Porsche in der Saison 1990 ein zweites Fahrzeug mit John Andretti als Fahrer ein. Ursprünglich war ein eigenes Chassis aus kohlenstofffaserverstärktem Kunststoff präsentiert worden, das jedoch abgelehnt wurde, sodass Porsche erneut auf March als Partner setzte. Die Ergebnisse fielen allerdings wechselhaft aus: Fabi erreichte lediglich einen dritten Platz beim Meadowlands Grand Prix als einzige Podiumsplatzierung und am Ende Rang 14 in der Fahrerwertung; Andretti dagegen gelang zwar kein Platz auf dem Podium, sammelte jedoch insgesamt 51 Punkte, was für Rang 10 der Wertung reichte. Nach Ende dieser Saison zog sich Porsche aus der IndyCar-Serie zurück, Teamleiter Derrick Walker führte den Rennbetrieb unter dem Namen Walker Racing weiter.

### FIA-Formel-E-Weltmeisterschaft
Im Juli 2017 gab Porsche bekannt, ab der Saison 2019/20 als Werksteam an der FIA-Formel-E-Meisterschaft teilzunehmen. Als Fahrer wurden Neel Jani und André Lotterer, die beide bereits für Porsche in der WEC gefahren waren, verpflichtet. Am Ende seiner Debütsaison erreichte das TAG Heuer Porsche Formula E Team mit Platz acht der Teamwertung einen Platz im hinteren Mittelfeld. André Lotterer als Fahrer zeigte allerdings ansprechende Leistungen; mit Punktplatzierungen in sieben der elf Saisonrennen sowie zwei zweiten Plätzen kam er in der Fahrerwertung punktgleich mit Mitch Evans, der mit einem Rennsieg ein besseres Einzelergebnis vorweisen konnte, auf den achten Platz. Jani erreichte im Laufe der Saison nur einmal die Punkteränge.
Zur Saison 2020/21 der nun FIA-Formel-E-Weltmeisterschaft genannten Rennserie behielt Porsche André Lotterer als Fahrer, während Jani zum Test- und Ersatzfahrer des Teams wurde. Janis Nachfolger als Stammpilot wurde Pascal Wehrlein, der zuvor für Mahindra Racing gefahren war. Wehrlein fuhr beim Puebla E-Prix als Erster über die Ziellinie, wurde wegen eines administrativen Fehler des Teams jedoch im Anschluss disqualifiziert. Mit 137 Punkten belegte Porsche am Saisonende Rang sieben in der Teamwertung. Wehrlein wurde Gesamt-Elfter, Lotterer schloss die Saison auf Position 17 ab.
In der Saison 2021/22 trat Porsche erneut mit der Fahrerpaarung Lotterer und Wehrlein an. In der Teamwertung erreichte man erneut Platz sieben. Wehrlein schloss mit dem ersten Sieg für das Team auf Platz zehn und Lotterer mit Platz zwölf in der Fahrerwertung ab.
Die vierte Saison in der 2022/23 war die erste die mit der dritten Generation der Fahrzeuge gefahren wurde. So kam der Porsche 99X Electric Gen3 zum Einsatz. Erneut fuhr Pascal Wehrlein für das Team, der mit drei Siegen und Platz vier das bisher beste Ergebnis für das Team einfuhr. Neu ins Team kam António Félix da Costa, der mit einem Sieg Platz neun in der Fahrerwertung belegte. Am Ende der Saison erreichte man Platz vier in der Teamwertung. Erstmals trat mit Avalanche Andretti Formula E ein Kundenteam mit dem Porsche 99x Electric Gen3 an. Dieses Team erreichte Platz drei in der Weltmeisterschaft und stellte mit Jake Dennis den Fahrer-Weltmeister.
In der fünften Saison 2023/24 gewann Porsche mit der gleichen Fahrerpaarung erstmals die Formel-E-Fahrermeisterschaft mit Pascal Wehrlein. Für die Teamwertung reichte es nur für Platz zwei, da das   Jaguar-Team ihre erste Team- und Herstellerwertung gewann, die für die Saison eingeführt wurde.
Zur Vorbereitung der Formel-E-Rennen arbeitet die Rennfahrerin  Gabriela Jílková für Porsche am Simulator.
2024/25 konnte mit Wehrlein und da Costa dann die erste Teamweltmeisterschaft errungen werden.

## Rallye

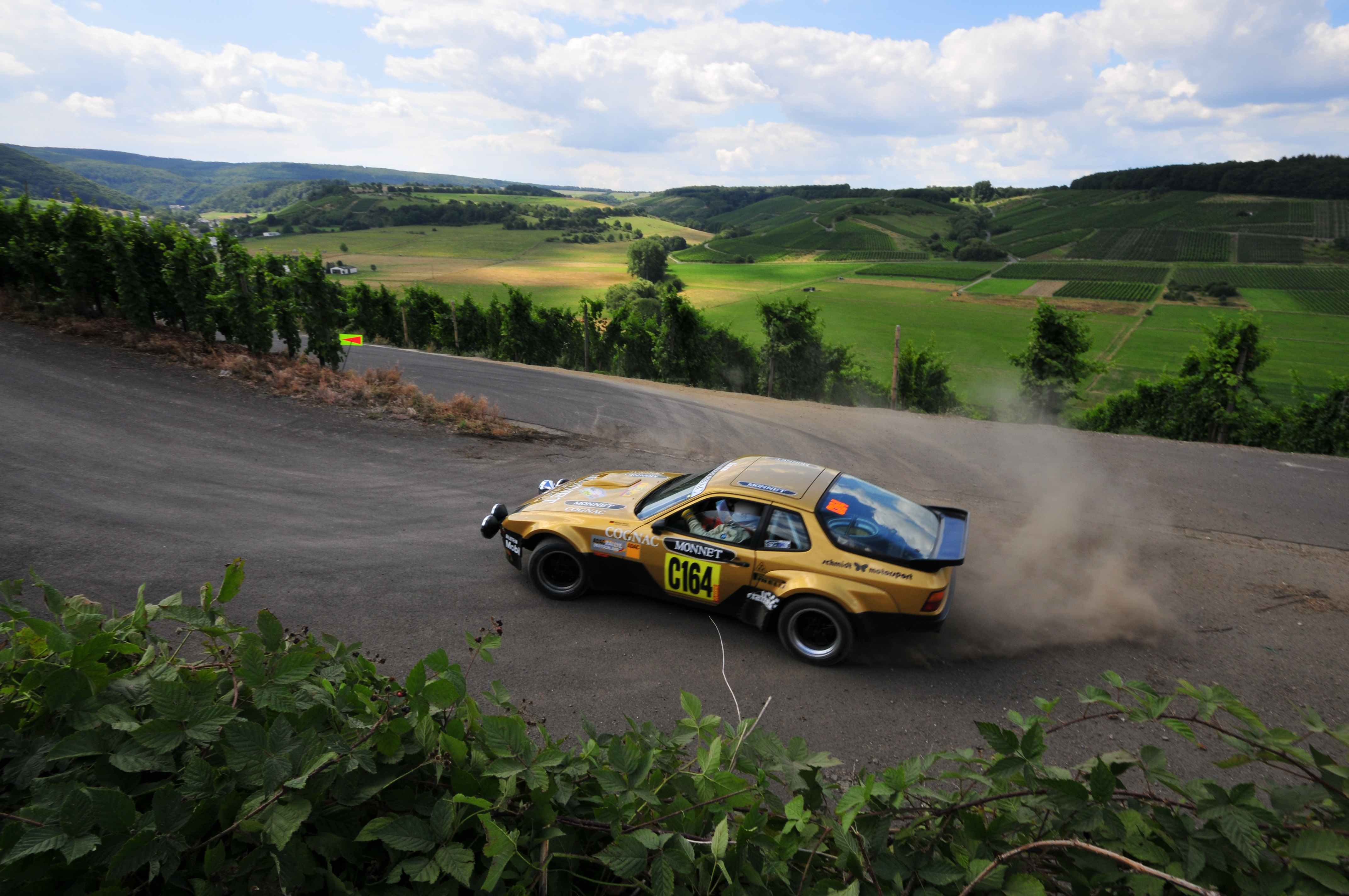
Porsche 924 GTS bei der Rallye Deutschland 2008

Auch im Rallyesport wurden Porsche-Fahrzeuge eingesetzt. Hierbei gewannen beispielsweise Vic Elford und Björn Waldegård jeweils 1968 bzw. 1969 und 1970 die Rallye Monte Carlo auf Porsche 911. Auch konnte Porsche 1970 die International Championship for Manufacturers als Vorläuferin der Rallye-Weltmeisterschaft (WRC) gewinnen. In der kurzlebigen Gruppe B der 1980er Jahre wurde zudem auch eine Rallyeversion des Porsche 959 eingesetzt.

## Markenpokale
Im Jahr 2015 gab es 20 Porsche-Markenpokale, die alle den Porsche 911 GT3 Cup verwenden. Die Markenpokale untergliedern sich in den weltweit ausgetragenen Porsche Supercup, acht regionale Porsche Carrera Cups und elf regionale Porsche GT3 Cup Challenges.

## Statistik

### Das Porsche-Werksteam in der Formel 1
| Saison | Chassis | Fahrer      | 1   | 2   | 3   | 4   | 5   | 6   | 7   | 8   | 9 | Punkte | Rang |
| ------ | ------- | ----------- | --- | --- | --- | --- | --- | --- | --- | --- | - | ------ | ---- |
| 1961   | 718     |             |     |     |     |     |     |     |     |     |   | 22     | 3.   |
| 1961   | 718     | J. Bonnier  | 12  | 11  | 7   | 7   | 5   | DNF | DNF | 6   |   | 22     | 3.   |
| 1961   | 718     | D. Gurney   | 5   | 10  | 6   | 2   | 7   | 7   | 2   | 2   |   | 22     | 3.   |
| 1961   | 718     | H. Herrmann | 9   | 15  |     |     |     | 13  |     |     |   | 22     | 3.   |
| 1962   | 804     |             |     |     |     |     |     |     |     |     |   | 19     | 5.   |
| 1962   | 804     | J. Bonnier  | 7   | 5   |     | DNF | DNF | 7   | 6   | 13  |   | 19     | 5.   |
| 1962   | 804     | D. Gurney   | DNF | DNF | DNS | 1   | 9   | 3   | 13  | 5   |   | 19     | 5.   |
| 1962   | 804     | P. Hill     |     |     |     |     |     |     |     | DNS |   | 19     | 5.   |

### Siege der Werksmannschaft in der Sportwagen-Weltmeisterschaft
| Jahr | Rennen                                 | Fahrzeug                    | Fahrer 1           | Fahrer 2          | Fahrer 3      |
| ---- | -------------------------------------- | --------------------------- | ------------------ | ----------------- | ------------- |
| 1959 | Targa Florio                           | Porsche 718 RSK             | Edgar Barth        | Wolfgang Seidel   |               |
| 1960 | Targa Florio                           | Porsche 718 RS60            | Joakim Bonnier     | Hans Herrmann     |               |
| 1963 | Targa Florio                           | Porsche 718 GTR             | Joakim Bonnier     | Carlo-Maria Abate |               |
| 1963 | Bergrennen Rossfeld                    | Porsche 356B Carrera Abarth | Edgar Barth        |                   |               |
| 1963 | Bergrennen Freiburg-Schauinsland       | Porsche 718 WRS             | Edgar Barth        |                   |               |
| 1963 | Bergrennen Ollon-Villars               | Porsche 718 WRS             | Edgar Barth        |                   |               |
| 1964 | Targa Florio                           | Porsche 904 GTS             | Antonio Pucci      | Colin Davis       |               |
| 1964 | Bergrennen Rossfeld                    | Elva Mk.7                   | Edgar Barth        |                   |               |
| 1964 | Bergrennen Freiburg-Schauinsland       | Porsche 718 RS Spyder       | Edgar Barth        |                   |               |
| 1965 | Bergrennen Rossfeld                    | Porsche 904/8 Bergspyder    | Gerhard Mitter     |                   |               |
| 1966 | 500-km-Rennen von Mugello              | Porsche 906                 | Gerhard Koch       | Jochen Neerpasch  |               |
| 1966 | Großer Preis von Hockenheim            | Porsche 906 E               | Gerhard Mitter     |                   |               |
| 1966 | 500-km-Rennen von Zeltweg              | Porsche 906                 | Gerhard Mitter     | Hans Herrmann     |               |
| 1967 | Targa Florio                           | Porsche 910/8               | Paul Hawkins       | Rolf Stommelen    |               |
| 1967 | 1000-km-Rennen auf dem Nürburgring     | Porsche 910                 | Joe Buzzetta       | Udo Schütz        |               |
| 1967 | 500-km-Rennen von Mugello              | Porsche 910 2.2             | Gerhard Mitter     | Udo Schütz        |               |
| 1967 | Bergrennen Ollon-Villars               | Porsche 910 Bergspyder      | Gerhard Mitter     |                   |               |
| 1968 | 24-Stunden-Rennen von Daytona          | Porsche 907 LH              | Vic Elford         | Jochen Neerpasch  |               |
| 1968 | 12-Stunden-Rennen von Sebring          | Porsche 907                 | Jo Siffert         | Hans Herrmann     |               |
| 1968 | Targa Florio                           | Porsche 907 2.2             | Vic Elford         | Umberto Maglioli  |               |
| 1968 | 1000-km-Rennen auf dem Nürburgring     | Porsche 908                 | Jo Siffert         | Vic Elford        |               |
| 1968 | 500-km-Rennen von Zeltweg              | Porsche 908                 | Jo Siffert         |                   |               |
| 1969 | 6-Stunden-Rennen von Brands Hatch      | Porsche 908/02              | Jo Siffert         | Brian Redman      |               |
| 1969 | 1000-km-Rennen von Monza               | Porsche 908 LH              | Jo Siffert         | Brian Redman      |               |
| 1969 | Targa Florio                           | Porsche 908/02              | Gerhard Mitter     | Udo Schütz        |               |
| 1969 | 1000-km-Rennen von Spa-Francorchamps   | Porsche 908 LH              | Jo Siffert         | Brian Redman      |               |
| 1969 | 1000-km-Rennen auf dem Nürburgring     | Porsche 908/02              | Jo Siffert         | Brian Redman      |               |
| 1973 | Targa Florio                           | Porsche 911 Carrera         | Herbert Müller     | Gijs van Lennep   |               |
| 1976 | 1000-km-Rennen von Mugello             | Porsche 935                 | Jacky Ickx         | Jochen Mass       |               |
| 1976 | 6-Stunden-Rennen von Vallelunga        | Porsche 935                 | Jacky Ickx         | Jochen Mass       |               |
| 1976 | 6-Stunden-Rennen von Watkins Glen      | Porsche 935                 | Rolf Stommelen     | Manfred Schurti   |               |
| 1976 | 6-Stunden-Rennen von Dijon             | Porsche 935                 | Jacky Ickx         | Jochen Mass       |               |
| 1976 | 4-Stunden-Rennen von Monza             | Porsche 936                 | Jacky Ickx         | Jochen Mass       |               |
| 1976 | Coppa Florio                           | Porsche 936                 | Rolf Stommelen     | Jochen Mass       |               |
| 1976 | 500-km-Rennen von Dijon                | Porsche 936                 | Jacky Ickx         | Jochen Mass       |               |
| 1976 | 200-Meilen-Rennen auf dem Salzburgring | Porsche 936                 | Jochen Mass        |                   |               |
| 1977 | 1000-km-Rennen von Mugello             | Porsche 935                 | Rolf Stommelen     | Manfred Schurti   |               |
| 1977 | 1000-km-Rennen von Silverstone         | Porsche 935/77              | Jacky Ickx         | Jochen Mass       |               |
| 1977 | 6-Stunden-Rennen von Watkins Glen      | Porsche 935/77              | Jacky Ickx         | Jochen Mass       |               |
| 1977 | 6-Stunden-Rennen von Brands Hatch      | Porsche 935/77              | Jacky Ickx         | Jochen Mass       |               |
| 1978 | 6-Stunden-Rennen von Silverstone       | Porsche 935/78              | Jacky Ickx         | Jochen Mass       |               |
| 1981 | 24-Stunden-Rennen von Le Mans          | Porsche 936/81              | Jacky Ickx         | Derek Bell        |               |
| 1982 | 24-Stunden-Rennen von Le Mans          | Porsche 956                 | Jacky Ickx         | Derek Bell        |               |
| 1982 | 1000-km-Rennen von Spa-Francorchamps   | Porsche 956                 | Jacky Ickx         | Jochen Mass       |               |
| 1982 | 6-Stunden-Rennen von Fuji              | Porsche 956                 | Jacky Ickx         | Jochen Mass       |               |
| 1982 | 1000-km-Rennen von Brands Hatch        | Porsche 956                 | Jacky Ickx         | Derek Bell        |               |
| 1983 | 1000-km-Rennen von Silverstone         | Porsche 956                 | Stefan Bellof      | Derek Bell        |               |
| 1983 | 1000-km-Rennen auf dem Nürburgring     | Porsche 956                 | Jacky Ickx         | Jochen Mass       |               |
| 1983 | 24-Stunden-Rennen von Le Mans          | Porsche 956                 | Hurley Haywood     | Al Holbert        | Vern Schuppan |
| 1983 | 1000-km-Rennen von Spa-Francorchamps   | Porsche 956                 | Jacky Ickx         | Jochen Mass       |               |
| 1983 | 1000-km-Rennen von Fuji                | Porsche 956                 | Stefan Bellof      | Derek Bell        |               |
| 1983 | 1000-km-Rennen von Kyalami             | Porsche 956                 | Stefan Bellof      | Derek Bell        |               |
| 1984 | 1000-km-Rennen von Monza               | Porsche 956                 | Stefan Bellof      | Derek Bell        |               |
| 1984 | 1000-km-Rennen von Silverstone         | Porsche 956                 | Jacky Ickx         | Jochen Mass       |               |
| 1984 | 1000-km-Rennen auf dem Nürburgring     | Porsche 956                 | Stefan Bellof      | Derek Bell        |               |
| 1984 | 1000-km-Rennen von Mosport             | Porsche 956                 | Jacky Ickx         | Jochen Mass       |               |
| 1984 | 1000-km-Rennen von Spa-Francorchamps   | Porsche 956                 | Stefan Bellof      | Derek Bell        |               |
| 1984 | 1000-km-Rennen von Fuji                | Porsche 956                 | Stefan Bellof      | John Watson       |               |
| 1984 | 1000-km-Rennen von Sandown Park        | Porsche 956                 | Stefan Bellof      | Derek Bell        |               |
| 1985 | 1000-km-Rennen von Mugello             | Porsche 962C                | Jacky Ickx         | Jochen Mass       |               |
| 1985 | 1000-km-Rennen von Silverstone         | Porsche 962C                | Jacky Ickx         | Jochen Mass       |               |
| 1985 | 1000-km-Rennen von Hockenheim          | Porsche 962                 | Hans-Joachim Stuck | Derek Bell        |               |
| 1985 | 1000-km-Rennen von Mosport             | Porsche 962C                | Hans-Joachim Stuck | Derek Bell        |               |
| 1985 | 1000-km-Rennen von Brands Hatch        | Porsche 962                 | Hans-Joachim Stuck | Derek Bell        |               |
| 1985 | 800-km-Rennen von Selangor             | Porsche 962C                | Jacky Ickx         | Jochen Mass       |               |
| 1986 | 1000-km-Rennen von Monza               | Porsche 962C                | Hans-Joachim Stuck | Derek Bell        |               |
| 1986 | 24-Stunden-Rennen von Le Mans          | Porsche 962C                | Hans-Joachim Stuck | Derek Bell        | Al Holbert    |
| 1987 | 24-Stunden-Rennen von Le Mans          | Porsche 962C                | Hans-Joachim Stuck | Derek Bell        | Al Holbert    |

### Einzelergebnisse in der FIA-Formel-E-Weltmeisterschaft
| Fahrer                                 | Nr.                                    | 1   | 2    | 3   | 4     | 5   | 6   | 7   | 8   | 9   | 10  | 11  | 12  | 13  | 14  | 15  | 16  | Punkte | Rang |
| -------------------------------------- | -------------------------------------- | --- | ---- | --- | ----- | --- | --- | --- | --- | --- | --- | --- | --- | --- | --- | --- | --- | ------ | ---- |
| FIA-Formel-E-Meisterschaft 2019/20     | FIA-Formel-E-Meisterschaft 2019/20     | DIR | DIR  | SAN | MEX   | MAR | BER | BER | BER | BER | BER | BER |     |     |     |     |     | 79     | 8.   |
| Neel Jani                              | 18                                     | 17  | 13   | DNF | 14    | 18  | 11  | 15  | DNF | 19  | 6   | 15  |     |     |     |     |     | 79     | 8.   |
| André Lotterer                         | 36                                     | °2° | °14° | DSQ | °DNF° | 8   | 2   | 9   | °5° | 8   | °4° | 14  |     |     |     |     |     | 79     | 8.   |
| FIA-Formel-E-Weltmeisterschaft 2020/21 | FIA-Formel-E-Weltmeisterschaft 2020/21 | DIR | DIR  | ROM | ROM   | VAL | VAL | MCO | PUE | PUE | NYC | NYC | LON | LON | BER | BER |     | 137    | 8.   |
| André Lotterer                         | 36                                     | 16  | 11   | 14  | 15    | DNF | 2   | 17  | DSQ | 17  | 8   | 5   | 4   | 17  | 10  | 4   |     | 137    | 8.   |
| Pascal Wehrlein                        | 99                                     | 5   | 10   | 7   | °3°   | DNF | 18  | DNF | DSQ | °4° | DNF | 4   | 10  | 5   | 21  | 6   |     | 137    | 8.   |
| FIA-Formel-E-Weltmeisterschaft 2023/24 | FIA-Formel-E-Weltmeisterschaft 2023/24 | MEX | DIR  | DIR | SAP   | TOK | MIS | MIS | MCO | BER | BER | SHA | SHA | POR | POR | LON | LON | 332    | 2.   |
| António Félix da Costa                 | 13                                     | DNF | 16   | 14  | 6     | 4   | DSQ | 17  | 7   | 6   | 1   | 18  | 1   | 1   | 1   | DNF | 13  | 332    | 2.   |
| Pascal Wehrlein                        | 94                                     | 1   | 8    | 7   | 4     | 5   | 16  | 1   | 5   | 5   | 4   | 2   | 20  | 10  | 4   | 1   | 2   | 332    | 2.   |

| Legende                      | Legende       | Legende                                                                 |
| Farbe                        | Abkürzung     | Bedeutung                                                               |
| ---------------------------- | ------------- | ----------------------------------------------------------------------- |
| Gold                         | —             | Sieger                                                                  |
| Silber                       | —             | 2. Platz                                                                |
| Bronze                       | —             | 3. Platz                                                                |
| Grün                         | —             | Platzierung in den Punkten                                              |
| Blau                         | —             | Klassifiziert außerhalb der Punkteränge                                 |
| Violett                      | DNF           | Rennen nicht beendet                                                    |
| Violett                      | NC            | nicht klassifiziert                                                     |
| Rot                          | DNQ           | nicht qualifiziert                                                      |
| Schwarz                      | DSQ           | disqualifiziert                                                         |
| Weiß                         | DNS           | nicht am Start                                                          |
| Weiß                         | WD            | zurückgezogen                                                           |
| Weiß                         | C             | Rennen abgesagt                                                         |
| Blanko                       |               | nicht teilgenommen                                                      |
| Blanko                       | DNP           | gemeldet, aber nicht teilgenommen                                       |
| Blanko                       | INJ           | verletzt oder krank                                                     |
| Blanko                       | EX            | ausgeschlossen                                                          |
| sonstige Formate und Zeichen | P/fett        | Pole-Position                                                           |
| sonstige Formate und Zeichen | kursiv        | Schnellste Rennrunde (ab 2017/18: Schnellste Rennrunde der ersten Zehn) |
| sonstige Formate und Zeichen | unterstrichen | Führender in der Gesamtwertung                                          |
| sonstige Formate und Zeichen | °             | FanBoost                                                                |
| sonstige Formate und Zeichen | *             | nicht im Ziel, aufgrund der zurückgelegten Distanz aber gewertet        |
| sonstige Formate und Zeichen | ( )           | Streichresultat                                                         |